# Casa Boier
La Casa Boier, o Boyer, és un edifici de la vila de Vilafranca de Conflent, de la comuna del mateix nom, a la comarca del Conflent, de la Catalunya del Nord.
Està situada al començament pel costat de ponent del Carrer de Sant Joan, en el número 2 d'aquest carrer, just al costat del portal d'Espanya. Li correspon el número 249 en el cadastre.
La Porta d'Espanya va ser del tot reconstruïda el segle xviii. En el temps de la porta primitiva hi devia haver un espai lliure entre la casa i la muralla, que permetia l'accés a l'antic mercat, que era justament darrere de la casa. La façana presenta dos nivells; a la planta baixa hi ha dues portes en arc, d'1,85 m d'amplària, separades per un entredós. Els paraments hi són particularment acurats, amb fines traces de treballs d'escoda, amb l'enquedrament interior aixamfranat. Al pis, la façana, treballada com a la planta baixa, està tallada per un bandó horitzontal, amb cavet i llistó al nivell dels ampits de les finestres. El ràfec de la casa assoleix 7,65 m a la façana, 